# Szombathely
Szombathely ([som.bɒt.hɛj], autrefois "Sabarie" en français ) est une ville de Hongrie située près de la frontière autrichienne, dans le comitat de Vas, dont elle est le chef-lieu. Fondée à l'époque romaine sous le nom de Sabaria parfois francisé en Savarie, c'est l'une des plus anciennes villes de la Hongrie moderne. Saint Martin y serait né en 316.

## Histoire
Selon plusieurs historiens, Savaria aurait d'abord été un camp romain édifié lors de l'occupation des deux Pannonies vers 9 apr. J.-Chr., mais on ne sait pratiquement rien des premiers temps de cette colonie, et le site n'a pas, à ce jour, révélé davantage de vestiges pré-romains. Il est plus vraisemblable que la ville se soit constituée comme étape de la route de l'ambre sous le règne de l’empereur Tibère (entre 14 et 37 apr. J.-Chr.), puis a prospéré grâce à cette fonction sous le règne de l'empereur Claude (41–54 apr. J.-Chr.) pour acquérir, à une date indéterminée, le statut de colonia : Colonia Claudia Savaria,,.
Savarie est citée au livre III de l’Histoire naturelle de Pline l'Ancien, ; plus tard, la variante Sabarie s'est imposée. Szombathely est donc très vraisemblablement la plus ancienne colonie romaine de la province de Pannonie et donc de la Hongrie actuelle. Sous le règne de l'empereur Trajan (98–117), Savarie devient la capitale de la province de Pannonie supérieure et elle conservera ce statut – même lorsque la province sera rebaptisée « Pannonie Première » (Pannonia prima) jusqu'à la chute de l'empire romain d'Occident.
En 303, dans le cadre des persécutions, l'évêque de Siscia Quirinus y est exécuté publiquement. Selon Grégoire de Tours, c'est quelques années plus tard (en 316 ou 317) que naît dans cette ville de marche Martin de Tours ; mais cette gloire est aussi revendiquée par l'abbaye territoriale de Pannonhalma, car elle s'est édifiée non loin d'un ancien village qui s'appelait lui aussi Savaria. Au IVe siècle, la ville passe sous domination hunnique tandis que ses habitants (surtout Ostrogoths à ce moment) se replient vers des régions plus sûres de l'Empire et sont remplacés, en 454, à la chute de l'Empire des Huns, par les Vandales puis, peu après, par les Lombards. À cela s'ajoute que le 7 septembre 456, ce qui restait de la ville romaine fut largement détruit par un tremblement de terre.

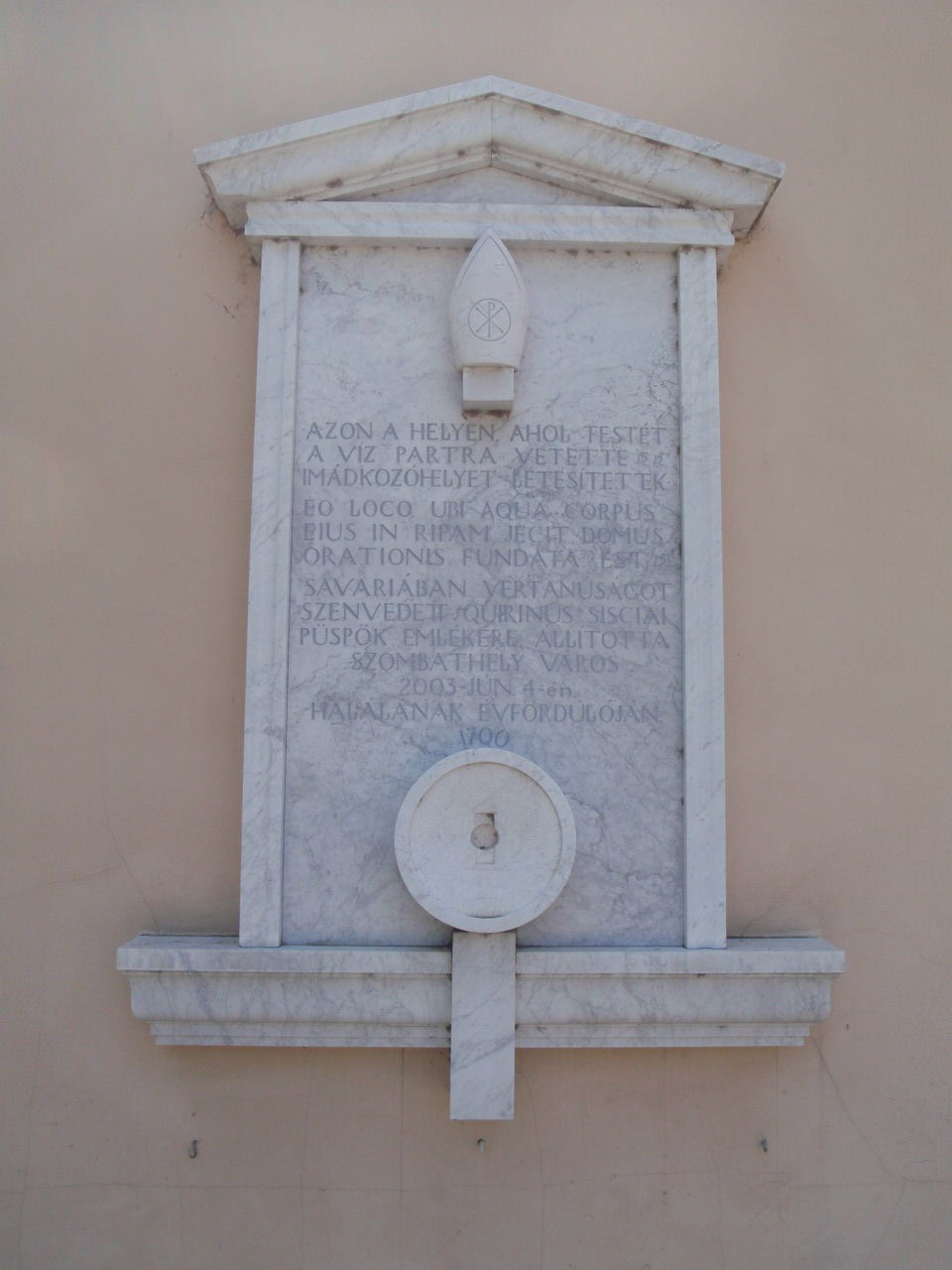
Plaque commémorant le martyre de Quirin de Siscia, rue Óperint.

Au VIe siècle, ce sont les Slaves et les Avars qui peuplent la cité et ses alentours. En 791 les Francs remplacent les Avars comme suzerains des princes slaves, et pour finir en 895 ce sont les Magyars qui prennent possession de la cité et l'appellent Szombathely. Sur le plan religieux, lorsque les Magyars se convertissent au catholicisme, la ville fait partie du domaine temporel des évêques de Győr. Elle obtient une charte urbaine en 1407 et devient chef-lieu du comitat de Vas en 1578. Alors que les Ottomans occupent la majeure partie de l'Europe centrale, la région au nord du lac Balaton reste dans le royaume de Hongrie (1538–1867). Elle est pillée en 1605 par le capitaine haïdouk Gergely Némethy. La ville sera de nouveau dévastée par un incendie le 3 mai 1716.
Jusqu'en 1918, Szombathely fait partie de la monarchie autrichienne (empire d'Autriche), dans la province de Hongrie en 1850; après le compromis de 1867, évidemment dans la Transleithanie, au royaume de Hongrie.

## Géographie
Szombathely est située dans la région de Transdanubie occidentale, à environ 220 kilomètres à l'ouest de Budapest, 180 kilomètres au nord de Zagreb et à 10 kilomètres à l'est de la frontière entre l'Autriche et la Hongrie.

## Population
| 1870   | 1880   | 1890   | 1900   | 1910   | 1920   |
| ------ | ------ | ------ | ------ | ------ | ------ |
| 12 934 | 17 055 | 20 405 | 29 959 | 37 289 | 42 275 |

| 1930   | 1941   | 1949   | 1960   | 1970   | 1980   |
| ------ | ------ | ------ | ------ | ------ | ------ |
| 46 379 | 50 935 | 47 589 | 54 758 | 65 297 | 82 851 |

| 1990   | 2001   | 2011   | 2022   | - | - |
| ------ | ------ | ------ | ------ | - | - |
| 85 617 | 81 920 | 78 884 | 78 522 | - | - |

## Transports

### Transport ferroviaire
Szombathely est une plaque tournante du transport ferroviaires où se croisent neuf lignes différentes. 
Les trains InterCity circulent de Szombathely via Győr jusqu'à la gare de Budapest-Keleti.
Le Rába IC circule vers et depuis la gare centrale de Graz.
Les lignes de Szombathely à Sopron (Steinamanger – Ödenburg) et de Szombathely à Szentgotthárd (Steinamanger – Saint-Gothard) ne sont plus exploitées par le chemin de fer national hongrois MÁV, mais par la compagnie austro-hongroise Győr-Sopron-Ebenfurti Vasút ou GySEV. 
Le ministère hongrois du Développement national a décidé le 18 juin 2011 de transférer la gestion de toutes les lignes MÁV de la région de Szombathely à la Raaberbahn à partir de décembre 2011. Aujourd'hui, la gare centrale de Szombathely est la gare la plus grande et la plus fréquentée de la Raaberbahn.

### Transport routier
Les principaux axes routiers autour de Szombathely sont : à l'ouest, la route européenne 59, qui croise l'autoroute A2 (Vienne - Graz), au sud se trouve la route principale 8 (route européenne 66), au nord, la route principale 1 (route européenne 60) et à l'est, se trouve la route principale 86 (route européenne 65).

## Personnalités liées à Szombathely
- Leopold Bloom (Virág, originellement Blum), un personnage fictif d'Ulysse, une nouvelle de James Joyce.
- Saint Martin de Tours, né en 316/317, alors que la ville était sous domination romaine et qu'elle avait pour nom Savaria.
- László Magyar (1818-1864), explorateur, né à Pecs.
- László Bárdossy (1890-1946), homme politique, né à Szombathely.
- Paul László (1900-1993), architecte, designer de meubles, a grandi à Szombathely.
- Eugene Lukacs (en) (1906-1987), mathématicien, né à Szombathely.
- Sándor Weöres (1913-1989), poète et traducteur, né à Szombathely.
- Miklós Szabó (1940-2023), archéologue, né à Szombathely.
- Ferenc Tóthárpád (1958-), poète, écrivain, journaliste et éditeur de presse, né à Szombathely.
- Róbert Fazekas (1975-), discobole, né à Szombathely.
- Gábor Király (1976-), footballeur, gardien de but, né à Szombathely.
- Péter Halmosi (1979-), footballeur, né à Szombathely.
- György Garics (1984-), footballeur autrichien, né à Szombathely.

## Jumelages
La ville de Szombathely est jumelée avec :
| Ville | Ville          | Pays | Pays      | Période                  |
| ----- | -------------- | ---- | --------- | ------------------------ |
|       | Ferrare        |      | Italie    |                          |
|       | Hunedoara      |      | Roumanie  |                          |
|       | Iochkar-Ola    |      | Russie    |                          |
|       | Kaufbeuren (d) |      | Allemagne | depuis 1992              |
|       | Kolding        |      | Danemark  | depuis 1991              |
|       | Kolding        |      | Danemark  | depuis 1991              |
|       | Koutaïssi      |      | Géorgie   | depuis le 2 février 2015 |
|       | Lappeenranta   |      | Finlande  |                          |
|       | Lecco          |      | Italie    |                          |
|       | Maribor        |      | Slovénie  | depuis 1985              |
|       | Oberwart       |      | Autriche  |                          |
|       | Oujhorod       |      | Ukraine   |                          |
|       | Ramat Gan      |      | Israël    |                          |
|       | Sisak          |      | Croatie   |                          |
|       | Tours          |      | France    |                          |
|       | Trnava         |      | Slovaquie |                          |

## Galerie de photos

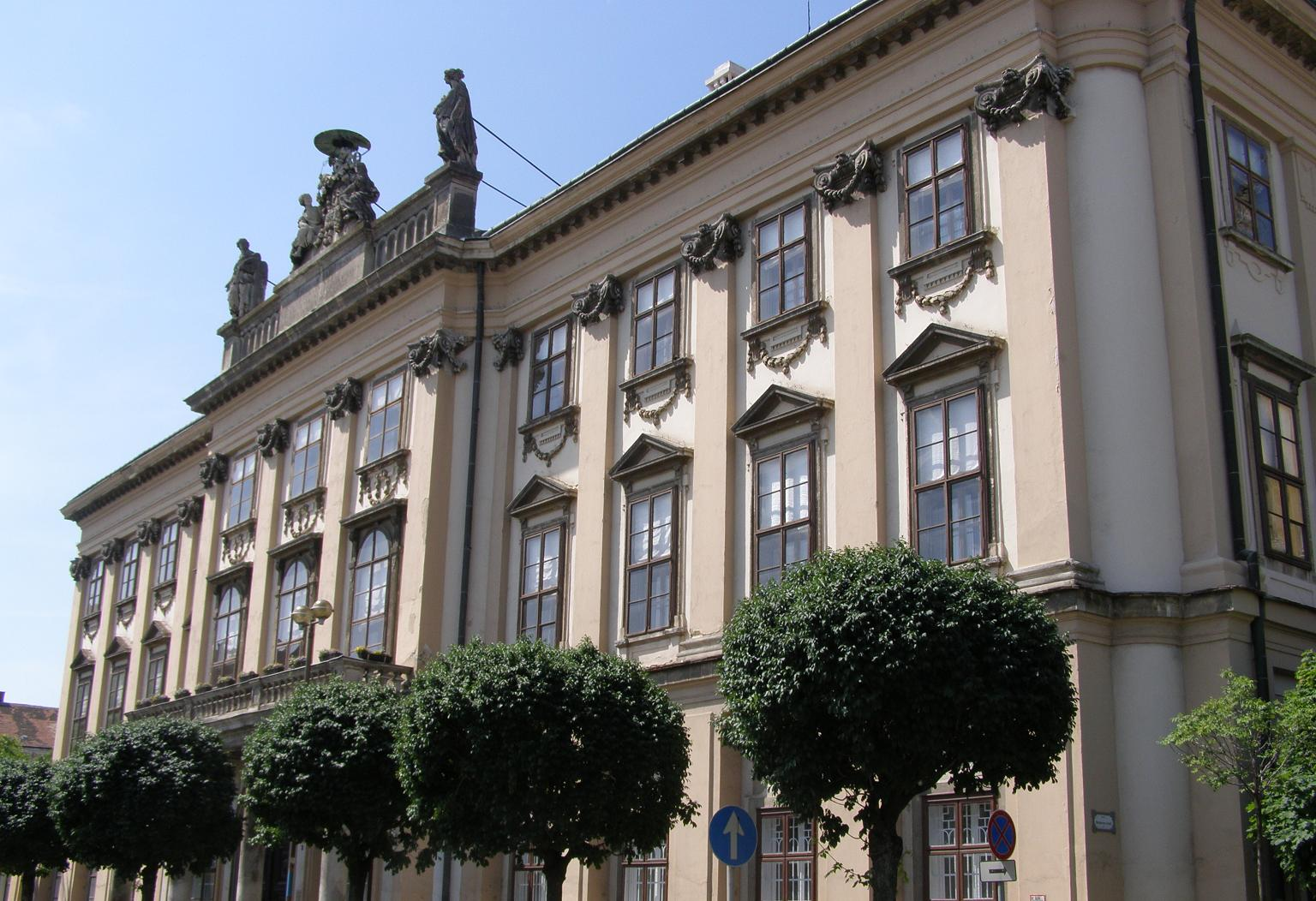
Palais des archevêques
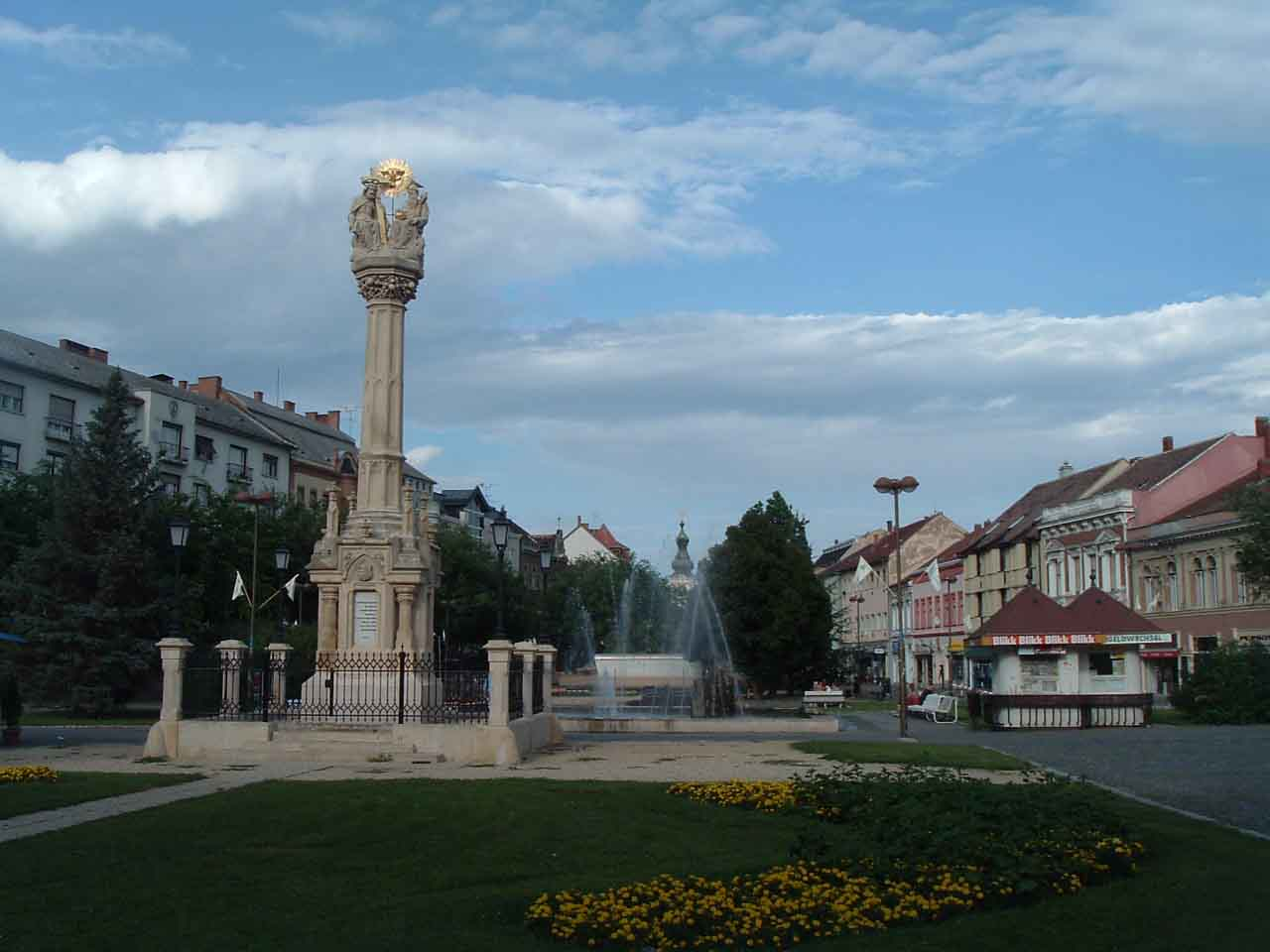
Place centrale
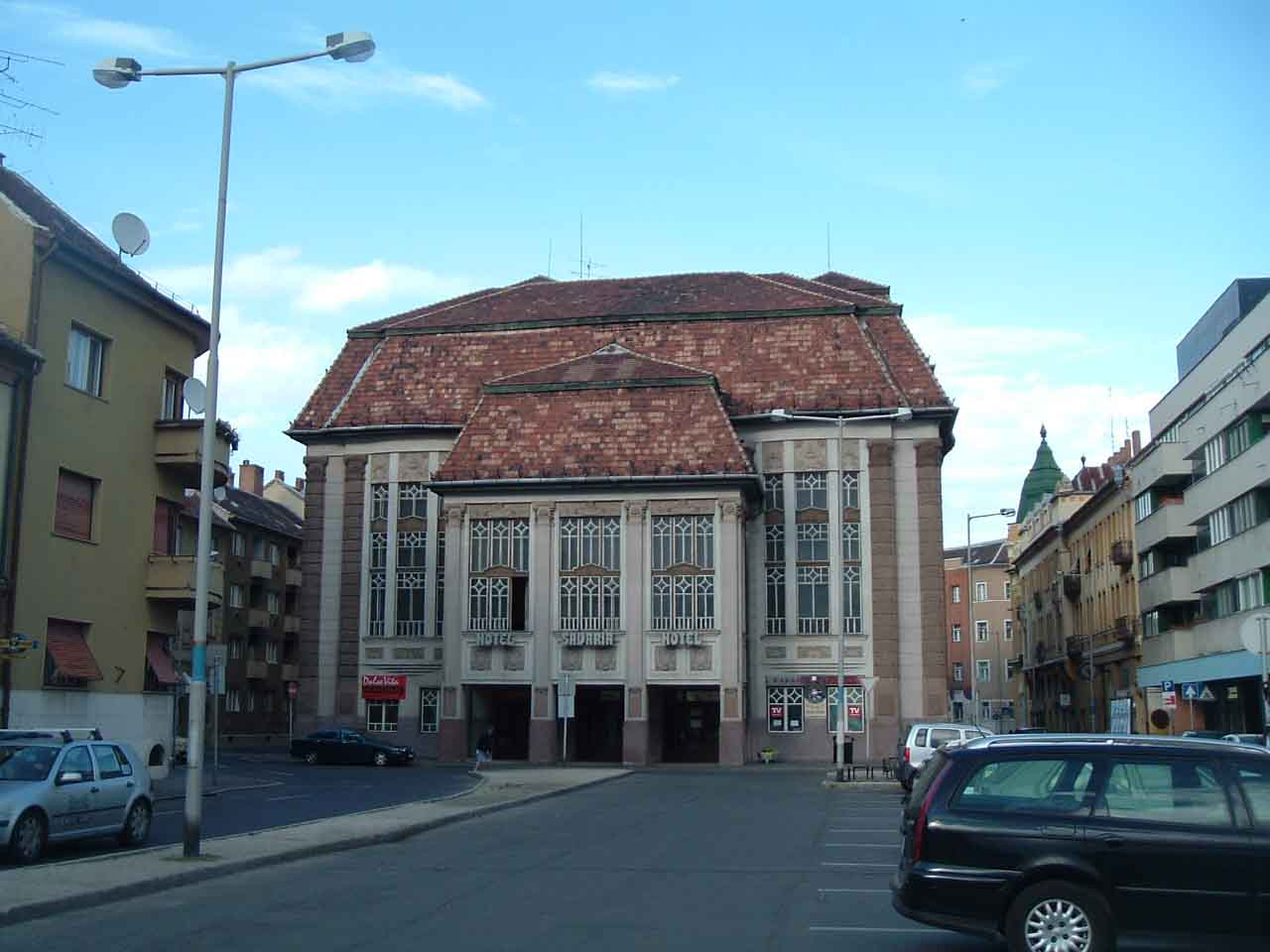
Grand Hôtel Savaria
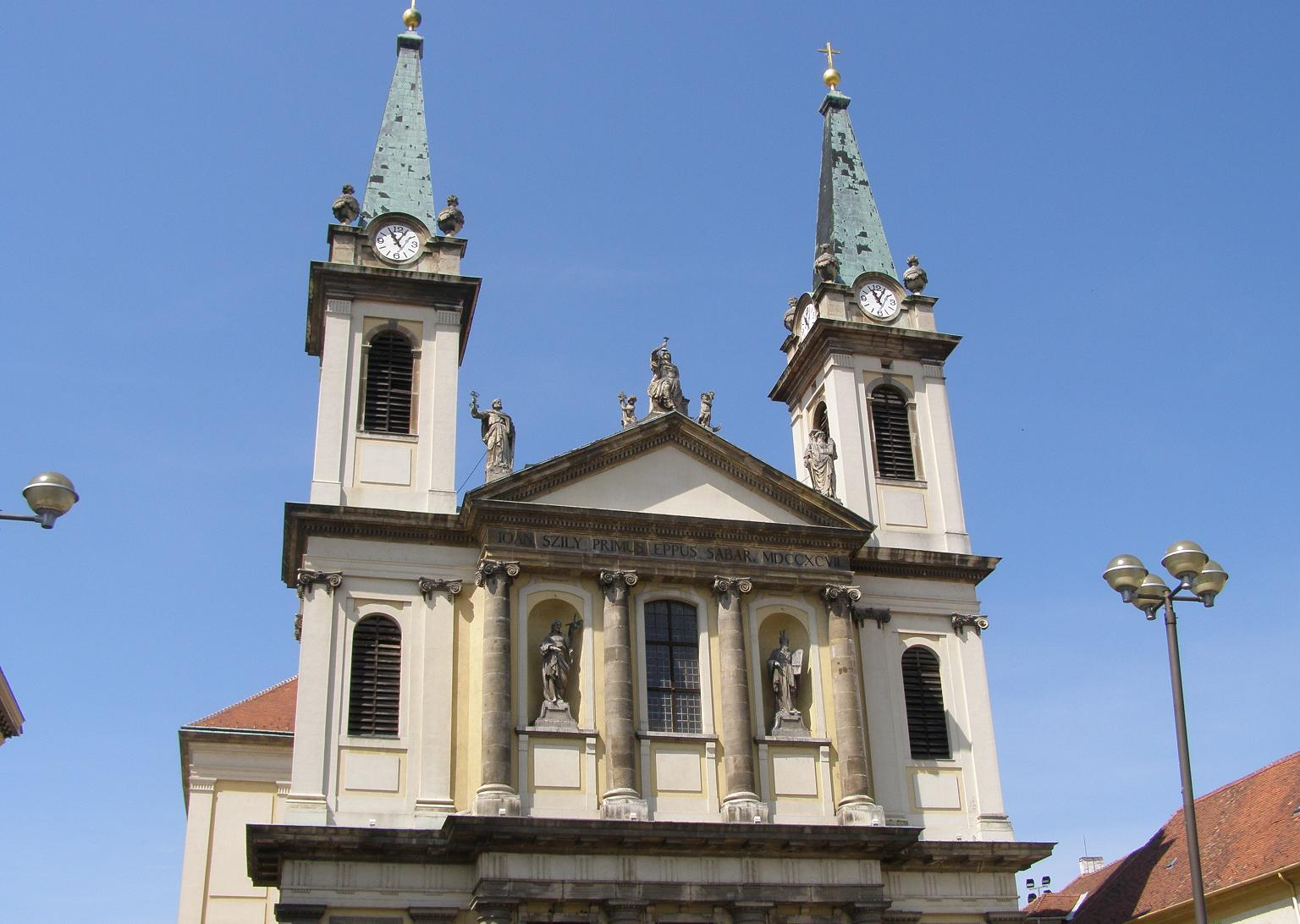
La basilique
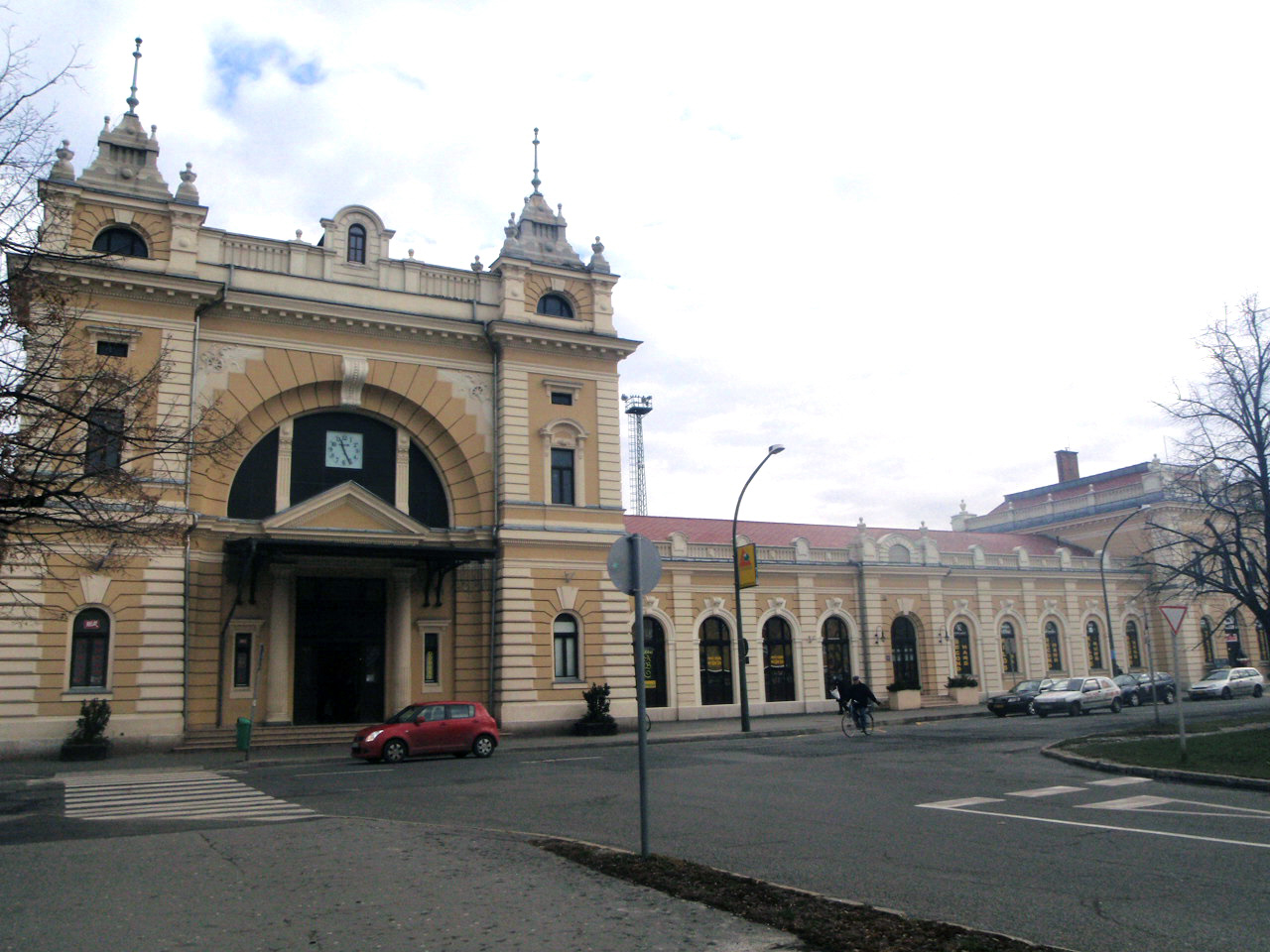
Gare ferroviaire